# Saab 96
La Saab 96, est un modèle d'automobile fabriqué par Saab, entre 1960 et 1980.

## Développement

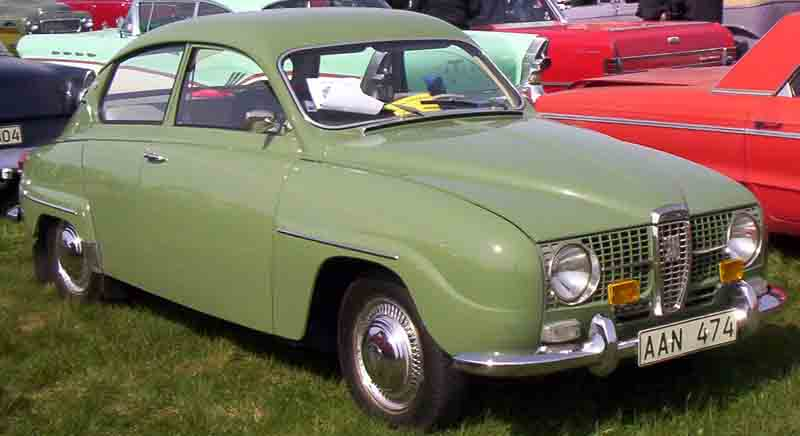
Saab 96 (1965)

Ce coupé 2 portes basé sur le châssis de la Saab 93 a été dessiné par Sixten Sason. La 96 a d'abord été motorisée par un deux-temps de 740 cm3 à trois cylindres, développant 28 kW. Dès 1963 la cylindrée du moteur sera augmentée à 841 cm3 pour une puissance de 30 kW, avec toujours trois cylindres. En 1967 le coupé adoptera aussi le V4 de la Ford Taunus, un 4 cylindres de 1 498 cm3 à 8 soupapes, développant jusqu'à 48 kW. Pour les deux moteurs, plusieurs évolutions tendant à augmenter la puissance seront réalisées. La particularité de la 96 consiste en la présence d'un double circuit croisé de freinage — un circuit indépendant opérant sur les roues avant-gauche et arrière-droite, un autre opérant simultanément sur les roues avant-droite et arrière-gauche — , et d'une colonne de direction déformable en cas de choc frontal. Comme sur les premières Saab, la masse du véhicule est portée à 60 % sur le train avant, afin de favoriser une tendance naturelle à compenser les dérapages.
Un peu plus tard, Saab développera une version break sous le badge 95, nommée Estate, à 3 portes avec la possibilité de déployer une seconde banquette arrière pour deux enfants, en position opposée. La face avant va peu à peu évoluer, avec des phares ronds et une grille maigre et chromée pour les premiers modèles, passant par une grille large et chromée à partir de 1965, puis à des phares rectangulaires et une grille qui vire au noir pour les derniers modèles à partir des années 1970, avec essuie-phares.
La version Monte-Carlo de la Saab 96 reste très prisée aujourd'hui par les collectionneurs, avec moins de 1000 exemplaires construits. Un total de 527 241 Saab 96 aura été produit, toutes motorisations confondues.

## Moteur V4

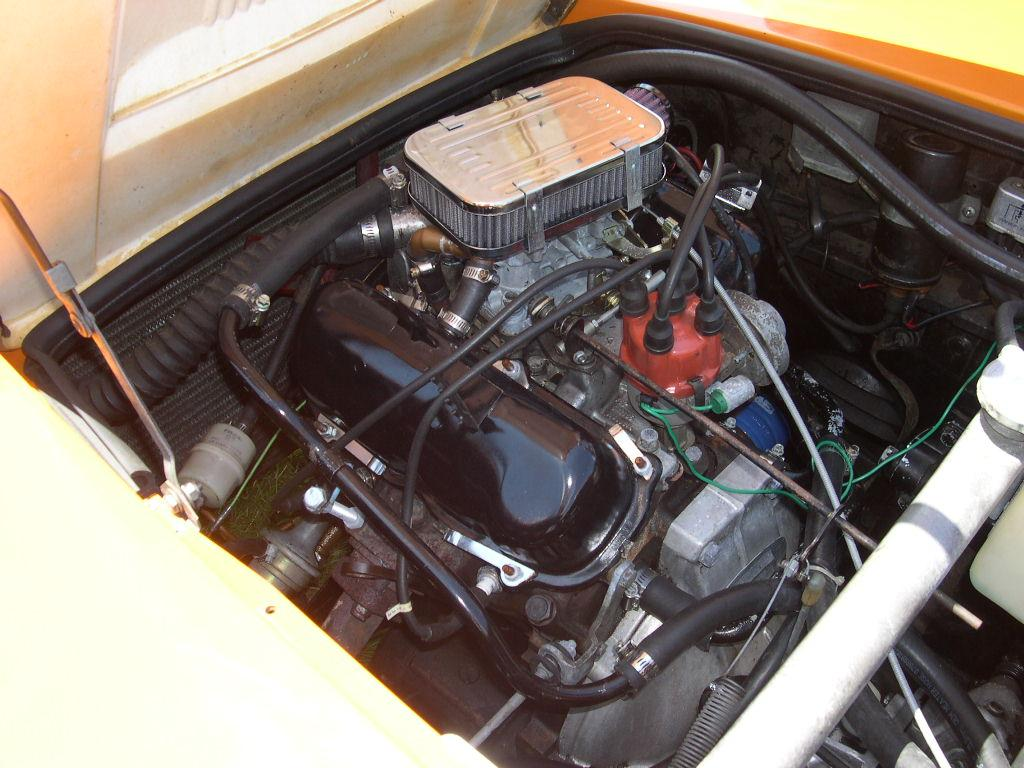
Moteur V4 ici dans une Saab Sonett

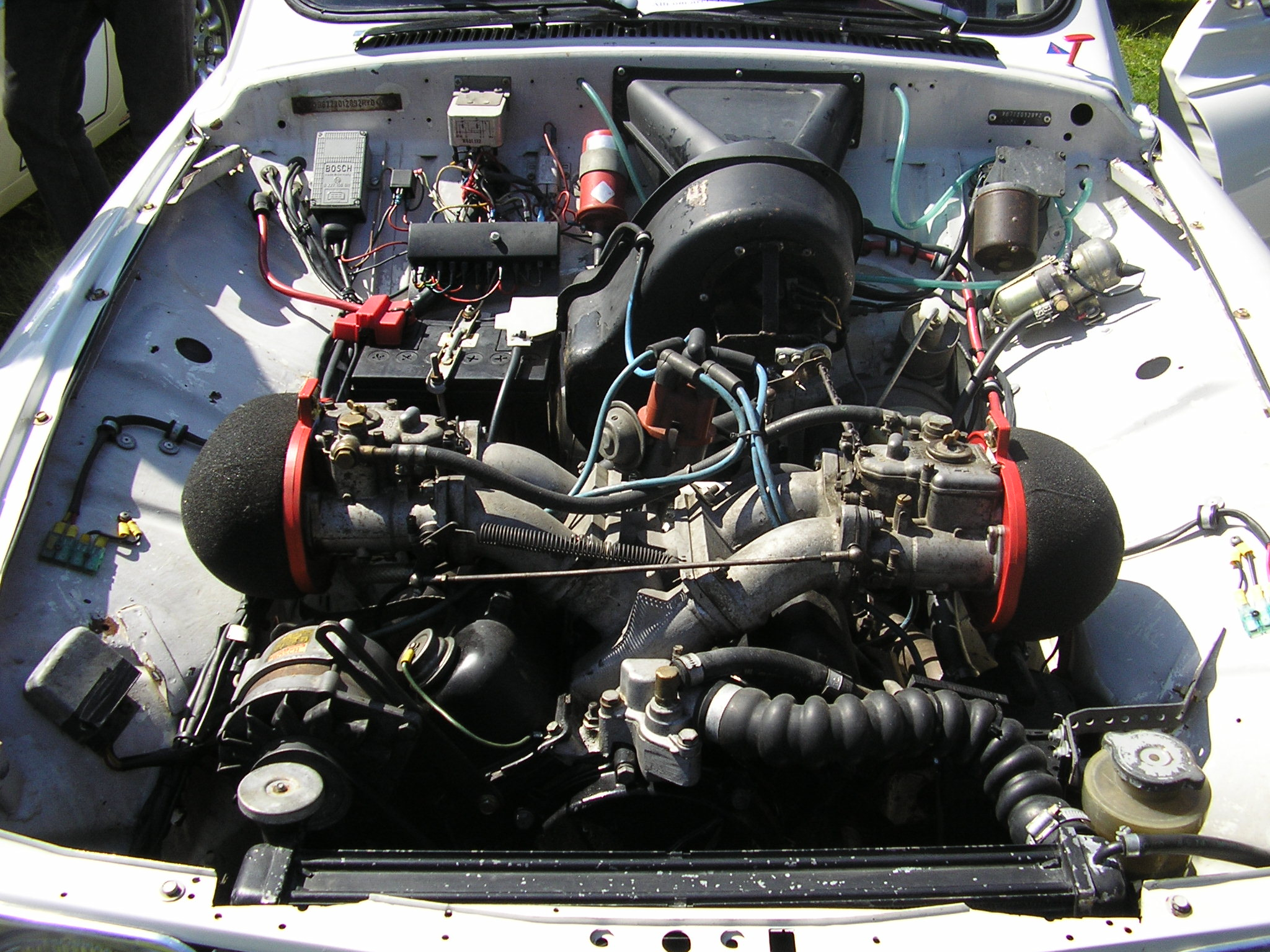
Moteur préparé pour la compétition

En 1967 le moteur V4 de Ford fut utilisé pour animer la Saab 96. Il s'agissait d'un moteur quatre-temps 4 cylindres en V (V4) de 1 498 cm3, initialement développé pour la Ford Taunus 12M en 1962.
Les moteurs V4 ont d'abord produit 55 ch (40 kW) puis 65 ch (48 kW) à partir de 1977-1980 (suivant les marchés), permettant à la voiture d'atteindre les 100 km/h en 16 secondes.
Saab équipera rapidement ses voitures de rallye de ces nouveaux moteurs préparés par le service competition de Trollhättan. Les moteurs furent alésés à 1 600 cm3 puis à 1 825 cm3, alimentés par deux carburateurs double corps. Les versions les plus pointues se montraient capables de développer plus de 170 ch.

## Résultats en rallye

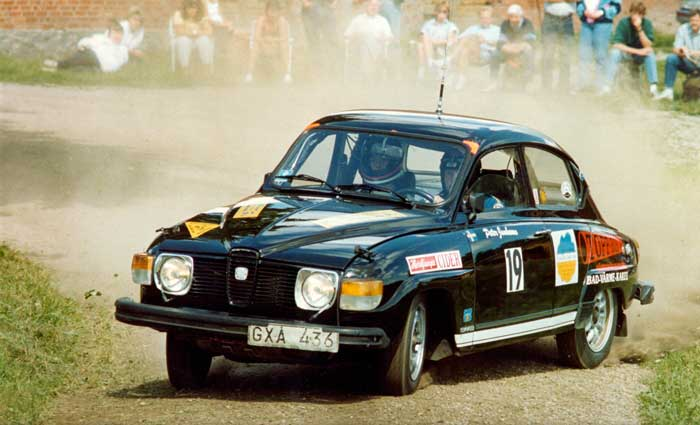
SAAB 96 V4, de 1974 (version US).

Le véhicule sera engagé dans sa version 96 principalement, mais aussi dans la version 95 Estate (le break), avec succès en rallye grâce notamment au pilotage d'Erik Carlsson. Celui-ci se permit d'arriver 4e au Rallye Monte Carlo en 1961 au volant d'une Saab 95.
Quelques-unes des plus significatives victoires de la 96 : Rallye de Suède (8) (ou Rallye du Soleil de Minuit jusqu'en 1964) 1960, 1961, 1966 (Sport), 1971, 1972, 1973, 1976 et 1977 (V4 pour ces cinq dernières); Rallye Vicking 1960 et 1961 (Carl-Magnus Skogh) ; Rallye de Finlande (5) 1960, 1963 et 1964 (Sport), 1971 et 1972 (V4) ; Rallye Hanki (11) 1961 et 1962, puis 1967, 1968, 1969, 1971, 1972, 1973, 1974, 1975, 1976 et 1977 (V4) ; Rallye de l'Acropole (1961) ; Rallye Monte-Carlo 1962 et 1963 ; Rallye Sanremo 1964 (Sport) ; Rallye tchèque (Rallye Vltava) 1967 (V4) ; Rallye d'Écosse 1969 (V4) ; Rallye Firestone 1972 (V4) ; Rallye Texaco des Pays-Bas 1972 (V4); Rallye Arctique 1974, 1975 et 1976 (V4) ; Rallye Jämt 1974 (V4). Simo Lampinen a par ailleurs remporté trois championnats de Finlande des rallyes avec elle, en 1963, 1964 et 1967. Chez les femmes, Pat Moss Carlsson obtient la Coupe des Dames du Rallye Monte-Carlo en 1964 et 1965.